# В поисках счастья
В поисках счастья (англ. Authentic Happiness) — научно-популярная книга Мартина Селигмана, изданная в 2002 году на английском языке в издательстве Nicholas Brealey Publishing, посвящена вопросам психологии и человеческого счастья. На русский язык была переведена и издана в 2010 году.

## Содержание
Мартин Селигман профессор психологии Университета Пенсильвании — американский психолог и исследователь, некоторое время он был президентом Американской психологической ассоциации (APA) и является одним из основателей и главных сторонников «Позитивной психологии».
Книга написана Мартином Селигманом, отцом движения позитивной психологии. Позитивная психология — это новое направление в психологии, которому около 30 лет. Данное направление психологии занимается изучением человеческого благополучия. Селигман определяет содержание книги, как научное исследование позитивного функционирования и процветания человека на нескольких уровнях, включающих биологические, личностные, реляционные, институциональные, культурные, а также изучение глобальных аспектов жизни.
В XX веке исследования в области психологии были сосредоточены в основном на психических заболеваниях — депрессии, тревоге, шизофрении и так далее. На каждые 100 статей о психических заболеваниях приходилась только одна статья о психическом здоровье.
В 2000 году, Мартин Селигман решил изменить этот дисбаланс и выступил с инициативой научного понимания человеческого счастья и процветания. Он и его коллеги назвали это новое направление исследований позитивной психологией. Книга «В поисках счастья» была одной из первых книг, рассказывающих об этой новой науке.
Автор начинает книгу словами о том, что исследования доказывают, что уровень нашего счастья можно повысить. Чтобы объяснить, как это сделать, родилось новое направление в психологии. Это «Позитивная психология», которая ставит своей целью изучение счастья, самореализации и человеческого потенциала. Согласно позиции автора данная книга по позитивной психологии, может показать читателям, как жить на верхней границе диапазона счастья.
Селигман определяет «прогнившую до основания догму» как веру в то, что счастье неаутентично. Это догма, которая охватывает многие культуры, говорит он, и она проникла в иудео-христианские культуры вместе с доктриной первородного греха. Но психология, которую он позже определит как «старая психология», внесла свою лепту в разжигание «гнилой до глубины души догмы». Апологетом «старой психологии» с точки зрения автора является Зигмунд Фрейд.
Мартин Селигман не высоко ценит Зигмунда Фрейда. Это видно не раз на протяжении всей книги, и начинается это с самого начала. Согласно мысли Селигмана, Фрейд определил цивилизацию как гигантский защитный механизм против инфантильных конфликтов сексуальности и агрессии. Основная критика Селигмана в адрес Фрейда и его учеников заключается в том, что вся добродетель в мире приписывается негативным влечениям и эмоциям. Вместо этого, по его мнению, добродетели и хорошие черты развивались у человека потому, что они были хороши сами по себе.
Если психология, по его мнению, за последние полвека пренебрегала изучением и анализом добродетелей, то философия и религия — нет. На основе религии и философии Селигман выделяет шесть основных добродетелей, которые сходятся на протяжении тысячелетий и в разных культурах: мудрость и знание; мужество; любовь и человечность; справедливость; воздержанность; духовность и трансцендентность.
Селигман выводит три столпа позитивной психологии:
- Позитивные эмоции: чувства и ощущения
- Позитивные черты: прежде всего, сильные стороны и добродетели, а также «способности», такие как интеллект и атлетизм.
- Позитивные институты: институты, поддерживающие добродетели, которые, в свою очередь, поддерживают эмоции. Сюда входят демократия, семья, личные свободы и т. д.

Автор отмечает, что счастье — это не результат хороших генов или удачи. Настоящее, прочное счастье приходит, когда человек фокусируется на своих сильных сторонах, а не на слабостях, и работает с ними, чтобы улучшить все аспекты своей жизни.